# Отенг, Отенг
Отенг Отенг (англ. Oteng Oteng; род. 9 января 1990, Mookane, Центральный округ) — ботсванский боксёр, представитель наилегчайшей весовой категории. Выступал за сборную Ботсваны по боксу в конце 2000-х — первой половине 2010-х годов, чемпион Всеафриканских игр, бронзовый призёр Игр Содружества, победитель и призёр многих турниров международного значения, участник летних Олимпийских игр в Лондоне.

## Биография
Отенг Отенг родился 9 января 1990 года в поселении Мукане Центрального округа Ботсваны.
Занимался боксом в Габороне в столичном клубе UB Tsholofelo.
Первого серьёзного успеха на взрослом международном уровне добился в сезоне 2009 года, когда вошёл в основной состав ботсванской национальной сборной и побывал на чемпионате Африки в Вакоа, откуда привёз награду бронзового достоинства, выигранную в зачёте наилегчайшей весовой категории.
В 2010 году завоевал бронзовую медаль на Играх Содружества в Дели, проиграв в полуфинале наилегчайшего веса кенийцу Бенсону Гичару.
В 2011 году одержал победу на Всеафриканских играх в Мапуту, тогда как на чемпионате Африки в Яунде попасть в число призёров не смог — в четвертьфинале уступил алжирцу Самиру Брахими. Также в этом сезоне боксировал на чемпионате мира в Баку — в стартовом поединке в напряжённом противостоянии сумел пройти турка Сельчука Экера, но во втором бою со счётом 5:18 проиграл россиянину Мише Алояну, который в итоге и стал победителем этого турнира.
Выиграв африканскую олимпийскую квалификацию в Касабланке, удостоился права защищать честь страны на летних Олимпийских играх 2012 года в Лондоне. Уже в стартовом поединке категории до 52 кг со счётом 12:14 потерпел поражение от пуэрториканца Хейвьера Синтрона и сразу же выбыл из борьбы за медали. Несмотря на быстрый проигрыш, был знаменосцем сборной Ботсваны на церемонии закрытия Игр.
После лондонской Олимпиады Отенг ещё в течение некоторого времени оставался в составе ботсванской национальной сборной и продолжал принимать участие в крупнейших международных турнирах. Так, в 2013 году он отметился выступлением на мировом первенстве в Алма-Ате, где в 1/8 финала вновь был остановлен Мишей Алояном.
В 2014 году стал бронзовым призёром Африканского кубка наций и выступил на Играх Содружества в Глазго — на сей раз попасть в число призёров не смог, в четвертьфинале проиграл шотландцу Рису Макфаддену.